# Caberea rostrata
Caberea rostrata är en mossdjursart som beskrevs av Busk 1884. Caberea rostrata ingår i släktet Caberea och familjen Candidae. Inga underarter finns listade i Catalogue of Life.